# Flagge Kurdistans
Die Flagge Kurdistans, genannt Ala Rengîn (‚farbige Flagge‘), gilt als Nationalflagge des kurdischen Volkes und wird von diesem in allen Regionen ihres Heimatgebietes als solche anerkannt. Die Flagge war in ähnlichen Formen offizielle Staatsflagge der Republik Ararat und der Republik Mahabad. Heute ist sie offizielles Hoheitszeichen und Symbol der Autonomen Region Kurdistan im Irak.

## Beschreibung

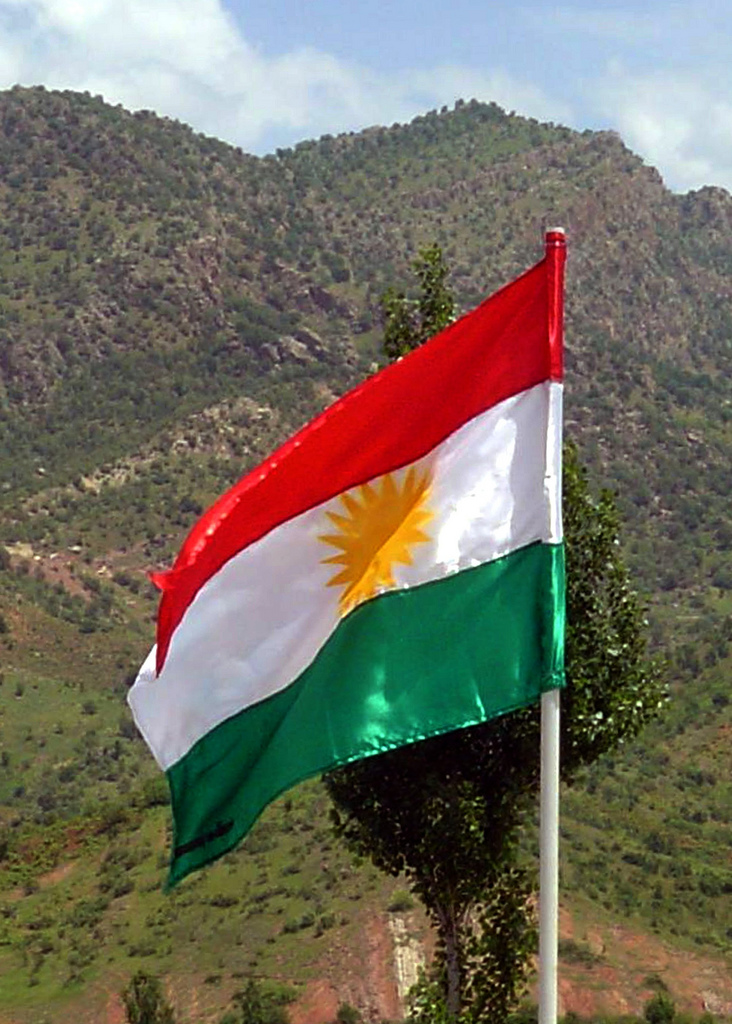
Kurdische Flagge in den Bergen um Dohuk, Nordirak

Die Nationalflagge Kurdistans ist eine Trikolore mit dem Seitenverhältnis 3:5, aus drei gleich großen horizontalen Streifen in Rot, Weiß und Grün und einer gelben Sonne im Zentrum. Die Sonne besitzt 21 Strahlen.
Die einzelnen Farben stehen für:
| Farbe | Bedeutung                       | CMYK        | RGB      |
| ----- | ------------------------------- | ----------- | -------- |
| Grün  | Flora und Fauna Kurdistans      | 100-0-89-60 | 29 8C 00 |
| Rot   | das Blut der Kämpfer Kurdistans | 0-100-100-0 | FF 00 00 |
| Gelb  | Erleuchtung und Freiheit        | 0-25-100-0  | FF C0 00 |
| Weiß  | Frieden                         | 0-0-0-0     | FF FF FF |

## Geschichte
Die heutige Flagge wurde zum ersten Mal direkt nach dem Ersten Weltkrieg von der Gesellschaft für den Aufstieg Kurdistans bei den Friedensgesprächen von Paris genutzt. Nachdem der kurdische Staat nicht zustande gekommen war, wurde die Flagge in den 1920er-Jahren von der Organisation Xoybûn (Khoyboon), während der kurdischen Versuche, die Unabhängigkeit vom Osmanischen Reich beziehungsweise der neu entstandenen Türkei zu erlangen, verwendet.
In der Autonomen Region Kurdistan ist die Flagge jetzt offizielles Hoheitszeichen und Symbol der halbstaatlichen Entität.

## Historische Flaggen

### Königreich Kurdistan
Die Flagge des Königreiches Kurdistan (1922–1924), das von Mahmud Barzandschi in Nordirak ausgerufen worden war, hatte keinen nationalen Hintergrund, sondern vielmehr einen religiösen, wenn auch der Staat selbst aus dem Nationalgedanken der Kurden entstanden ist. Sie setzt sich zusammen aus einem Sichelmond in einem roten Kreis auf grünem Grund. Der kurdische König Mahmud Barzandschi war vor seinem Amtsantritt als König ein Geistlicher des Naqschbandi-Ordens. Aus diesem Grund beinhaltete die Fahne den Sichelmond sowie die grüne Farbe des Islam.

### Republik Ararat
Eine frühere Version wurde in der Republik Ararat in der Türkei während der Zeit von 1927 bis 1931 verwendet. Diese Version der kurdischen Flagge setzte sich von oben nach unten aus den Farben rot, weiß und grün zusammen. Die Sonne hatte eine etwas dunklere gelbe Farbe als die heutige der Autonomen Region Kurdistan.

### Republik Mahabad
In der von der Sowjetunion gestützten kurzlebigen Republik Mahabad wurde auch eine rot-weiß-grüne Trikolore verwendet. Auf ihr befand sich mittig das Wappen der Republik mit strahlender Sonne, Füllfeder und Ährenkranz.

Flagge des Königreichs Kurdistan 1922–1924
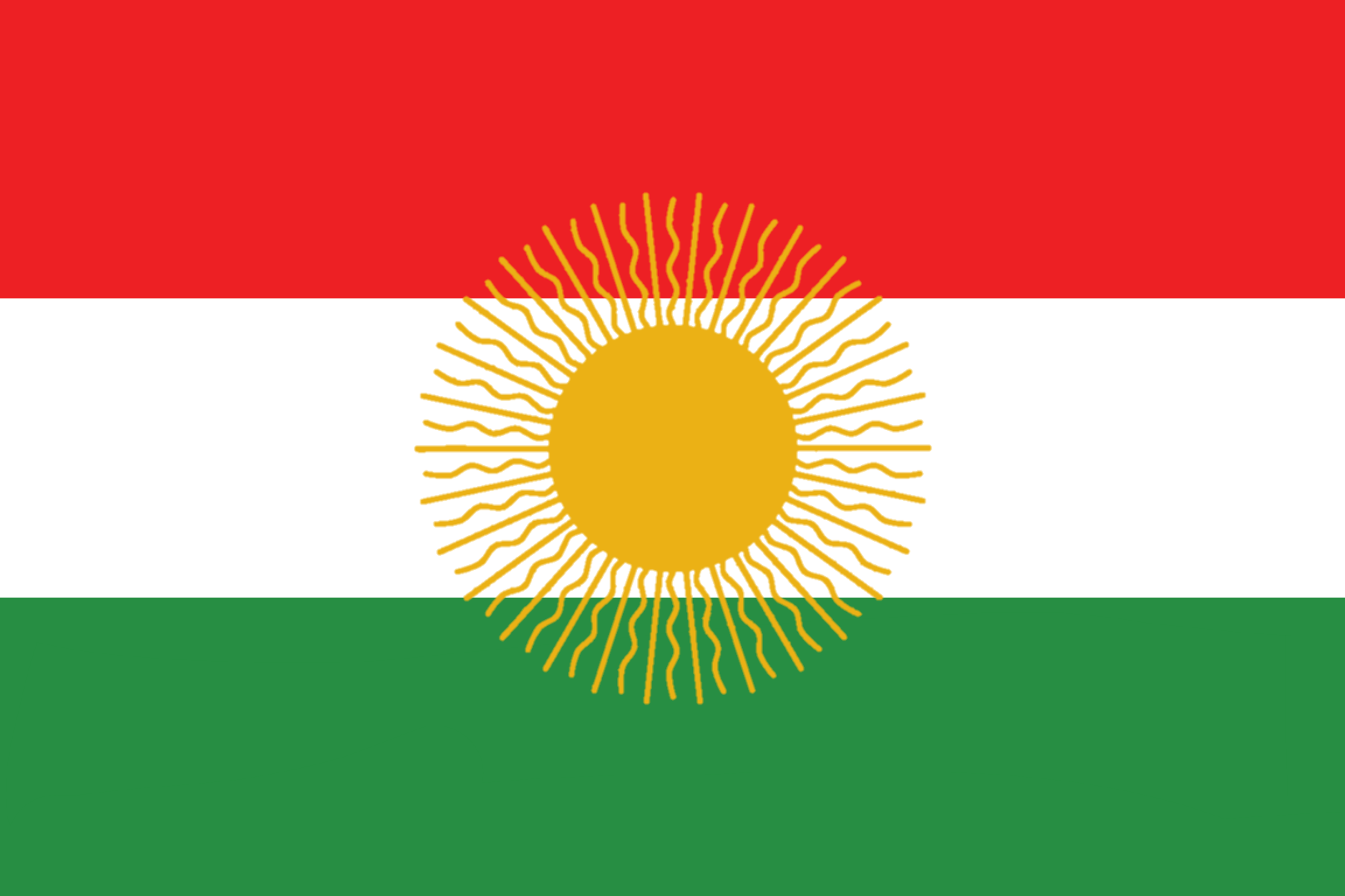
Flagge der Republik Ararat 1927–1931
Flagge der Republik Mahabad 1946

1:2 Flagge des Irak 1959–1963

### Kurdisches Symbol in der Nationalflagge des Irak
In der Nationalflagge des Irak zwischen 1959 und 1963 waren die Kurden durch die gelbe Sonne im Zentrum symbolisch vertreten. Doch schon in der nächsten Version verschwand das Gelb der Kurden aus der Flagge. Im Vorschlag für die irakische Nationalflagge von 2004 stand wieder ein gelber Streifen für die Kurden, doch setzte sich der Vorschlag nicht durch. Ebenso wenig diverse Vorschläge von 2008.

## Flaggen kurdischer Organisationen

### Parteien

Demokratik Toplum Partisi, Türkei
Partei der Demokratischen Union, Syrien
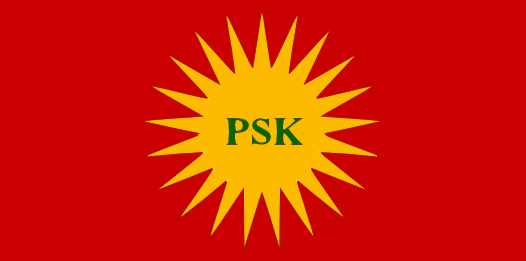
Sozialistische Partei Kurdistans, Türkei
Demokratische Partei Kurdistans, Irak

### PKK und Schwesterorganisationen

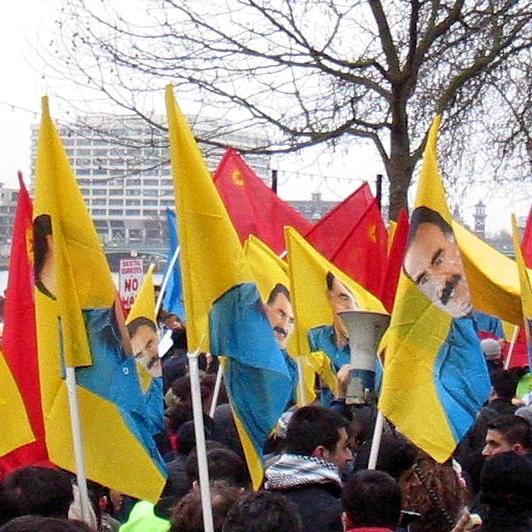
PKK-Unterstützer mit der Öcalan-Flagge auf einer Demonstration in London (2003)

Die Arbeiterpartei Kurdistans (PKK) verwendet diverse Flaggen. Außerdem gab es nach ihrem Verbot mehrere Umbenennungen, Die Verwendung von Symbolen der PKK ist in Deutschland und anderen Ländern verboten, da die PKK als Terrororganisation eingestuft wurde.

Flagge der PKK zwischen 1978 und 1995
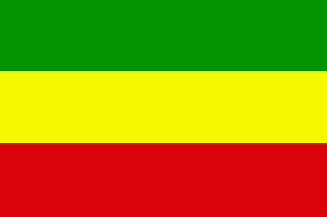
Flagge des Kurdischen Parlaments im Exil, 1995 (von PKK dominiert)
Flagge der PKK seit 2002
KADEK (2002)
Kongra-Gel (ab 2002)
Koma Civakên Kurdistan (seit 2005)
ARGK und HPG, militärischer Arm
ERNK, Politischer Arm
Partei für ein Freies Leben in Kurdistan PJAK, Schwesterorganisation der PKK in Iran
Partei für eine politische Lösung in Kurdistan PÇDK, Schwesterorganisation der PKK in Irak

## Weitere kurdische Flaggen
Die jesidische Flagge ist eine horizontale Trikolore in den traditionellen Farben der Jesiden Grün, Rot und Gelb. Grün steht für die Natur und Glück, Rot für das Blut der gefallenen Jesiden und Gelb für die Sonnenstrahlen, wenn die Sonne den Tag erhellt. Am roten Mittwoch, einem jesidischen Fest, tragen die Gläubigen die drei Farben. Auch in den religiösen Liedern der Jesiden finden sich die Farben wieder.
Die Flagge der Region Rojava entspricht der Flagge der Partei der Demokratischen Union.

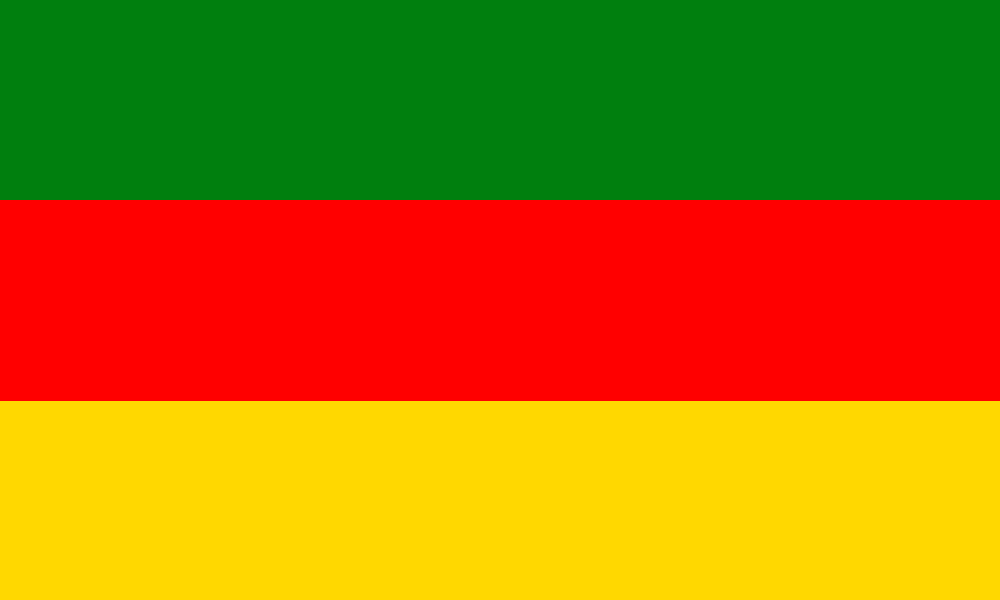
Flagge der Jesiden
Flagge der Region Rojava, Syrien